# Le mie grosse grasse vacanze greche
Le mie grosse grasse vacanze greche (My Life in Ruins) è un film del 2009 diretto da Donald Petrie con protagonista l'attrice Nia Vardalos.

## Trama
Georgia, insegnante americana di greco, trasferitasi in Grecia per lavoro, è costretta a lavorare come guida turistica per via dei tagli economici delle università. La titolare dell'agenzia, Maria, mostra apertamente di preferirle il collega Nico e concede a quest'ultimo tutti i privilegi possibili (clienti educati e tranquilli, alberghi di lusso, pullman confortevoli), lasciando invece a Georgia sistemazioni precarie e turisti scalmanati. La donna svolge il suo lavoro con rigidità e il più delle volte le sue spiegazioni erudite e formali vengono ignorate dai clienti, che passano il tempo ad acquistare souvenir e a mangiare gelati.
Si ritrova un giorno a guidare una comitiva di turisti poco stimolante: una coppia inglese con la figlia adolescente eternamente scontenta, una coppia americana di mezza età, un ragazzo single che non sa fare a meno del suo Blackberry e una coppia di australiani. Georgia decide quindi di licenziarsi e spedisce una lettera di dimissioni a Maria, ma l'anziano turista Irv le apre gli occhi, mostrandole un'altra maniera di svolgere il suo lavoro divertendosi e divertendo la comitiva.
Georgia riacquista la passione per il suo impiego e si innamora anche dell'autista Poupi, attratto da lei da diverso tempo. Georgia, al termine della gita e aiutata dal suo gruppo di turisti, riesce a far licenziare Nico e con suo grande stupore riceve una lettera di assunzione dall'Università del Michigan. Senza esitazione la donna rifiuta l'incarico e accetta invece la proposta di aumento di stipendio offertale da Maria.